# Pape Gueye
Pape Alassane Gueye (* 24. Januar 1999 in Montreuil) ist ein senegalesischer Fußballspieler, der als defensiver Mittelfeldspieler beim FC Villarreal in La Liga unter Vertrag steht.

## Karriere

### Verein
Gueye spielte ab 2012 für die Jugendmannschaft des Le Havre AC. Er gab sein Debüt im Profifußball für Le Havre bei einem 0:0-Unentschieden in der Ligue 2 gegen Chamois Niort am 5. Mai 2017. Er absolvierte in drei Jahren 35 Ligaspiele für Le Havre.
Am 29. April 2020 wurde bekannt gegeben, dass Gueye nach Ablauf seines Vertrags bei Le Havre am 1. Juli 2020 einen Vertrag beim FC Watford unterschreiben wird. Watford gab eine Pressemitteilung heraus, in der Gueye einen Vertrag über 5 Jahre unterzeichnete und das Trikot des Vereins hielt. 24 Stunden später stimmte Watford einem Deal für Gueyes Transfer zu Olympique Marseille zu. Gueye behauptete, sein Berater habe "schlechte Ratschläge" gegeben und angegeben, dass sein Vertrag von Watford ein Gehalt von 45.000 Pfund pro Monat enthielt, nicht die 45.000 Pfund pro Woche, die Gueye ursprünglich von seinem Berater versprochen wurden.
Bei Marseille unterschrieb er einen Vertrag über vier Jahre. Er gab sein Debüt für Marseille in der Ligue 1 am 30. August 2020 bei einem 3:2-Auswärtssieg gegen Stade Brest. Im Januar 2023 wurde der Spieler bis Saisonende an den FC Sevilla ausgeliehen. Gueye bestritt 16 von 19 Spielen für Sevilla. In den restlichen drei Spielen war er jeweils nach einer gelb-roten bzw. roten Karte gesperrt. In der Europa League war er für Sevilla nicht spielberechtigt, da er in dieser Saison schon Spiele in der Champions League für Marseille bestritten hatte.
Im Sommer 2024 wechselte Gueye ablösefrei zum FC Villarreal.

### Nationalmannschaft
Gueye Absolvierte 2017 Spiele in den Altersklassen der U18- und U19-Nachwuchsnationalmannschaften Frankreichs. Später entschied er sich aber, für die Heimat seiner Eltern Senegal, aufzulaufen und absolvierte ab 2021 erste Länderspiele für das westafrikanische Land. Bei der Weltmeisterschaft 2022 in Katar gehörte er zum senegalesischen Kader und wurde im ersten und im letzten Gruppenspiel sowie im gegen England verlorenen Achtelfinale eingesetzt. Bei der afrikanischen Nationenmeisterschaft 2023 konnte er nicht eingesetzt werden, da er nicht bei einem senegalesischen Verein spielt.

## Erfolge
- Afrika-Cup-Sieger: 2022

## Sonstiges
Gueye wurde in Frankreich geboren, seine Eltern sind aber Senegalesen.